# 亞納克區
亞納克區（西班牙語：Distrito de Yánac），是秘魯的一個區，位於該國北部安卡什大區的科龍戈省，始建於1936年6月15日，面積45.85平方公里，海拔高度2,860米，2005年人口769，人口密度為每平方公里17人。